# 디어마이광주
디어마이광주는 광주광역시의 문화예술통합플랫폼이다. 시민과 예술인이 문화로 소통하며, 광주에 대한 애정과 자부심을 갖게 하는 의미를 담고 있다.
누구나 콘텐츠를 쉽게 업로드하고 예술가와 직접 소통하며 다양한 문화예술정보를 공유하고 교류할 수 있는 전국 지자체 최초 온라인 문화예술 커뮤니티형 모델이다.
디어마이광주에서는 광주에서 펼쳐지는 공연, 전시 등 문화예술정보는 물론 시민 누구나 문화생활을 향유하면서 예술인을 직접 팔로잉하고 소통하며 작품 활동을 접할 수 있으며, 한 단계 더 나아가 예술가의 작품 구매까지 할 수 있다.
광주광역시 시민이면 누구나 회원으로 가입해 이용할 수 있으며, 예술활동 증명서를 발급 받은 예술인은 아티스트로 활동이 가능하다.+

## 주요 기능

### 커뮤니티
시민과 예술인이 함께 교류하면서 다양한 문화생활 정보를 공유하고 관련 문화행사와 위치정보까지 한 눈에 볼 수 있다. 광주 예술인의 정보를 생생히 접할 수 있고 좋아하는 예술인을 팔로잉하며 쌍방향 소통할 수도 있다.
광주에서 열리는 전시, 공연 티켓 등을 경품으로 한 다양한 이벤트도 진행한다.

### 아트스토어
광주 예술인의 작품을 판매하며 광주의 갤러리, 독립서점 등의 다채로운 작품을 온라인으로 감상하고 구매도 가능하다. 아트스토어에 등록을 희망하는 갤러리와 독립서점은 회원가입 후 기본정보 입력과 사업자등록증을 첨부하여 승인 신청하면 된다.

### 아트콜라보
예술인들 간 서로 협력 작업을 제안하고, 물품·공간 대여, 공모사업 정보 등 예술 활동에 필요한 실질적인 정보를 나누고 교류할 수 있다.

### 문화일자리
근무형태, 근무조건 등 원하는 문화현장과 맞춤형 일자리 정보를 얻을 수 있다.

### 문화이슈
전문가 리뷰 콘텐츠와 문화칼럼, 비평, 관련 주요기사 정보도 쉽게 접할 수 있고, 광주 이번주 놀거리, 문화톡톡 등 다양한 콘텐츠가 제공된다.